# Tadeusz Siewierski
Tadeusz Siewierski (ur. 4 października 1908 w Sznyrowie, zm. 1 października 1991 w Vancouver – major Polskich Sił Powietrznych. Polski pilot  wojskowy który w 1946 uciekł z PRL samolotem wojskowym Jak-9  do amerykańskiej strefy  okupacyjnej na terenie niemiec.

## Życiorys
Syn Leopolda, komisarza kontroli skarbowej. Do wojska wstąpił w lipcu 1927, ukończył Podchorążych Piechoty w Ostrowi Mazowieckiej, następnie został skierowany do szkoły Oficerska Szkoła Lotnictwa (1928-1930), po promocji uzyskał  specjalność obserwatora lotniczego. W 1930 awansował do stopnia ppor lotnictwa, dostał przydział do 3 Pułku Lotniczego. Skierowany został na kurs pilotażu w Dęblinie w 1933, rok później został skierowany do Lotniczej Szkoły Strzelania i Bombardowania w Grudziądzu. W latach 1934-1937 otrzymał przydział do 131 Eskadry Myśliwskiej. Siewierski w 1937 uczestniczył w dwóch kursach dla instruktorów pilotażu, jeden odbył się w Warszawie drugi w Dęblinie. W 1938 otrzymał awans do stopnia kapitana. Po ukończeniu kursu pozostał w Dęblinie, gdzie w maju otrzymał stanowisko zastępcy dowódcy eskadry szkolnej, jednocześnie pełnił funkcję instruktora pilotażu. Następnie  w szkole w Dęblinie otrzymał stanowisko dowódcy 4. eskadry szkolnej. Podczas kampanii wrześniowej zgodnie z rozkazem ewakuował się wraz ze swoją eskadrą w kierunku Puław, następne etapy ewakuacji to Lublin, Chełm i dalej w kierunku granicy z Rumunią. W mieście Dolina dostał się do niewoli niemieckiej. Jako jeniec wojenny został skierowany do obozu dla oficerów Oflag VII A Murnau na terenie Niemiec (jeniec nr. 15764, od 20 września 1939),. 
W obozie dokształcał się, brał udział w tajnych kursach wojskowych oraz ekonomii. Po wyzwoleniu obozu przez oddziały amerykańskiej armii i zakończeniu wojny w 1945 roku powrócił do Polski. W grudniu 1945 zgłosił się do lotnictwa  wojskowego Ludowego Wojska Polskiego, dostał przydział na stanowisko dowódcy  3. Eskadry Lotniczej w 3 Pułku Lotnictwa Myśliwskiego.

### Ucieczka z Polski
W 1946 roku na lotnisku Kraków-Rakowice gdzie stacjonował 3 plm, dowódcą był Rosjanin, mjr. pil. Mikołaj Połuszkin na lotnisku tym odbywały się loty szkoleniowe pod nadzorem pilotów rosyjskich. 4 lipca 1946 na pierwszy lot szkoleniowy wystartowali pilot radziecki lejtnant Iwanow oraz pilot mjr. Tadeusz Siewierski. Zaplanowany lot był ćwiczebną walką powietrzną. Siewierski wykonywał lot w parze z Iwanowem który był doświadczonym pilotem frontowym. Iwanow oprócz szkolenia polaków pełnił w czasie lotu także zadanie obserwacji i pilnowania polskich pilotów, był tzw. aniołem stróżem. Obaj piloci wystartowali na samolotach myśliwskich Jak-9 do strefy pilotażu, gdzie mieli przeprowadzić ćwiczebną walkę z drugą parą pilotów na wysokości 3000 metrów.  
W czasie lotu będąc już w rejonie strefy Siewierski zdecydował się na ucieczkę, aby odłączyć się od Iwanowa, wleciał samolotem w środek chmury i zniknął z pola widzenia swojego „opiekuna". Iwanow stwierdził, brak samolotu Siewierskiego w strefie ćwiczeń, rozpoczęto poszukiwanie rejonu strefy lotów i okolicy. Po kilku godzinach poszukiwań stwierdzono że pilot prawdopodobnie uciekł samolotem poza granice państwa. O powyższym fakcie świadczyły przeanalizowane fakty: pilot w czasie lotu nie zgłaszał żadnych awarii, nie odnaleziono śladów katastrofy samolotu, nie otrzymano zgłoszeń o awaryjnym lądowaniu samolotów w poszukiwanym rejonie. Tymczasem pilot Tadeusz Siewierski poleciał w kierunku zachodnim i wylądował bezpiecznie w amerykańskiej strefie Niemiec zachodnich. Była to prawdopodobnie pierwsza ucieczka samolotem  z komunistycznej Polski  do krajów zachodnich.

Kolejnym uciekinierem był  ppor. Arkadiusz Korobczyński, w marcu 1949 roku podczas lotu samolotem Ił-2 z Samodzielna Eskadra Lotnictwa Marynarki Wojennej stacjonującej w Wicko Morskie   skierował samolot do Szwecji, wylądował w Gotlandii.
W związku z faktem dezercji oficera lotnictwa, po ucieczce pilota Tadeusza Siewierskiego powołano specjalną komisję weryfikacyjną pod przewodnictwem oficera politycznego płk Sergiusza Minorskiego, zastępcy dowódcy ds. polityczno-wychowawczych (rozkaz MON nr 0853 z 30 lipca 1946r.). W rezultacie  przeprowadzonej „weryfikacji" ponad 200 oficerów lotników zwolniono ze służby, określono ich słowami:[....]osób obcych idei Polski Ludowej (cyt. „Lotnictwo Polski Ludowej 1944-1947”). W latach 1948-1949 Urząd Bezpieczeństwa przeprowadził działania operacyjno-śledcze pod kryptonimem "Mewa", inwigilacje, śledzenie, oskarżano środowisko byłych lotników Polskich Sił Zbrojnych o współpracę z obcym wywiadem, zarzucano im m.in. wrogość klasową i wrogość do komunistycznego ustroju państwa polskiego, że są praktykującymi katolikami, posiadają niejasne źródła utrzymania a niektórych posądzano chęć wydostania się za granicę. Komunistyczne represje wobec byłych żołnierzy, którzy wcześniej byli członkami Armii Krajowej lub żołnierzami Polskich Sił Zbrojnych na Zachodzie którzy powrócili do Polski.  Wśród zwolnionych było także około 100 oficerów, którzy służyli w lotnictwie przed 1939.
Następna ucieczka wojskowym samolotem miała miejsce 21 marca 1949 r. ppor. pil. Arkadiusz Korobczyński z Samodzielnej Eskadry Lotnictwa Marynarki Wojennej, samolotem szturmowym typu Ił-2, wylądować na szwedzkiej wyspie Gotlandia. 
Mjr Tadeusz Siewierski wyemigrował do Kanady, zamieszkał w Fraser Valley a później przeniósł  się do Coast Chilcotin w Kolumbii Brytyjskiej. Zmarł 1 października 1991 roku w Vancouver, tamteż został pochowany na cmentarzu Victory Memorial Park (nr. grobu: 202544569).

## Pierwsza ucieczka cywilnym samolotem
W 26 listopada 1946 roku miała miejsce także pierwsza ucieczka cywilnym samolotem z Polski. w nocy z Górze  Szybowcowej ucieczkę dokonało czterech cywilów.  Przy pomocy broni czterech cywilów sterroryzowali i rozbroili wojskowego wartownika pilnującego samoloty na lotnisku. Uciekinierami byli: pilot Alfred Szymański ps.„Felek” (były żołnierz Armii Krajowej), Rudolf Szymański (brat pilota, także były żołnierz AK), Franciszek Rybczyński oraz  Władysław Burławski. Uprowadzonym samolotem był dwumiejscowy Po-2 o znaku rejestracyjnym SP – AFH, prawdopodobnie ich celem było lądowanie na  terenie Austrii.  Do dwuosobowego wsiadło trzech pasażerów, samolot rozbił się w lesie 2 km od miejscowości Przesieka, wszyscy zginęli. Komisja  z Ministerstwa Komunikacji ustaliła kilka faktów, które przyczyniły się do katastrofy: małe doświadczenie pilota, Alfred Szymański odbył tylko trzytygodniowy kurs w Cywilnej Szkole Pilotów i Mechaników w Ligocie Dolnej, nie posiadał przeszkolenia i doświadczenia w lotach nocnych (IFR- lot bez widoczności), samolot miał nieoświetlone przyrządy lotnicze (pilot nie widział wskazań przyrządów), przeciążony samolot, prawdopodobnie jedną z przyczyn były złe warunki meteorologiczne (silny wiatr z prędkością 18 - 19 m/s, mgła).